# Nazionale maschile di pallamano del Portogallo
La nazionale di pallamano maschile Portoghese rappresenta il Portogallo nelle competizioni internazionali e la sua attività è gestita dalla Portuguese Handball Federation.

## Competizioni principali
- 1936: non qualificata
- 1972: non qualificata
- 1976: non qualificata
- 1980: non qualificata
- 1984: non qualificata
- 1988: non qualificata
- 1992: non qualificata
- 1996: non qualificata
- 2000: non qualificata
- 2004: non qualificata
- 2008: non qualificata
- 2012: non qualificata
- 2016: non qualificata
- 2020: 9º posto
- 2024: non qualificata

- 1938: non qualificata
- 1954: non qualificata
- 1958: non qualificata
- 1961: non qualificata
- 1964: non qualificata
- 1967: non qualificata
- 1970: non qualificata
- 1974: non qualificata
- 1978: non qualificata
- 1982: non qualificata
- 1986: non qualificata
- 1990: non qualificata
- 1993: non qualificata
- 1995: non qualificata
- 1997: 19º posto
- 1999: non qualificata
- 2001: 16º posto
- 2003: 12º posto
- 2005: non qualificata
- 2007: non qualificata
- 2009: non qualificata
- 2011: non qualificata
- 2013: non qualificata
- 2015: non qualificata
- 2017: non qualificata
- 2019: non qualificata
- 2021: 10º posto
- 2023: 13º posto
- 2025: 4º posto

- 1994: 12º posto
- 1996: non qualificata
- 1998: non qualificata
- 2000: 7º posto
- 2002: 9º posto
- 2004: 14º posto
- 2006: 15º posto
- 2008: non qualificata
- 2010: non qualificata
- 2012: non qualificata
- 2014: non qualificata
- 2016: non qualificata
- 2018: non qualificata
- 2020: 6º posto
- 2022: 19º posto
- 2024: 7º posto